# Scharringhausen
Scharringhausen ist ein Ortsteil von Kirchdorf in der Samtgemeinde Kirchdorf im Landkreis Diepholz in Niedersachsen (Deutschland).

## Geschichte
Laut alten Bodenfunden lebten bereits in der jüngsten Steinzeit Menschen in der Lage Scharringhausen.
Die Grafen von Hoya, die seit 1202 bekannt sind, erwarben vielerorts Ländereien, auch in der Kirchdorfer Gegend, besonders „up dem Borne“. Die hier gelegenen Ländereien wurden als Pfandgüter an das Haus Freudenberg (=Bassum) versetzt und verschrieben. Sie kamen in den Besitz hiesiger Bewohner. Im Hoyaer Urkundenbuch heißt es um 1330, dass das Gebiet in der Börde den Grafen gehört. Im Jahre 1349 wütete die Pest in der Region.
1380 gehörte das Land up dem Borne zur Voigtei Uchte. Von 1582 bis 1816 stand das Kirchdorfer Gebiet, zu dem auch Scharringhausen gehörte, unter hessischer Herrschaft.
Im Jahre 1816 kam das Amt Uchte an das Königreich Hannover. Um 1820 soll in Scharringhausen laut Aufzeichnungen eine Art privater Schule vorhanden gewesen sein, in der von dem Kirchdorfer Adolf Moritz Weber einige Kinder unterrichtet wurden.
Von 1830 bis 1833 wurde die Kirchdorfer Kirche erbaut. 1852 fand eine Generalteilung der Ländereien von Kirchdorf, Barenburg und Scharringhausen statt. Scharringhausen und Kuppendorf waren selbstständige Gemeinden im Kirchspiel Kirchdorf. Am 1. März 1974 wurden beide Orte in die Gemeinde Kirchdorf eingegliedert.

## Namensgebung
Der Name bedeutet: Scharen = Zusammenkratzen oder Zusammenwehen von Sand zu Hügeln oder Dünen, bei denen sich Menschen Häuser bauten. Ältere bekannte Namen des Ortes sind Scheringhusen, Scharrinkhusen und Scharringhusen.

## Infrastruktur
In Scharringhausen befindet sich ein mit 90 Plätzen ausgestatteter Kindergarten, der in Trägerschaft der evangelischen Kirchengemeinde steht.

## Tourismus
Durch die örtlichen Spargelanbaubetriebe erfährt der Ort in der Spargelzeit von Mitte April bis 24. Juni einen hohen Touristenzulauf. In dieser Zeit sind täglich 300–400 Gäste zum Spargelkauf- oder Verzehr im Ort. Hinzu kommen die ca. 1200 saisonal beschäftigten polnischen Erntehelfer.